# Akiyoshia
Akiyoshia is een geslacht van weekdieren uit de klasse van de Gastropoda (slakken).

## Soorten
- Akiyoshia chinensis Liu, Zhang & C. E. Chen, 1982
- Akiyoshia kishiiana Kuroda, Habe & Tamu, 1958
- Akiyoshia uenoi Kuroda & Habe, 1954
- Akiyoshia yunnanensis Liu, Wang & Zhang, 1982